# العضلات الخراطينية لليد

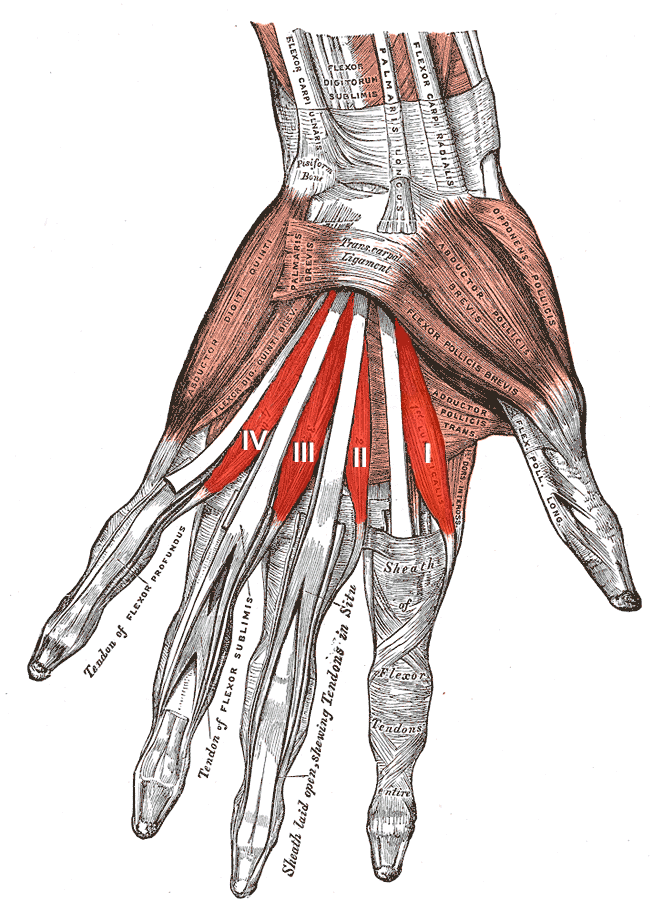
العَضلات الخراطينية مُرقمة (I,II,III,IV)

العَضَلاَتُ الخَراطينِيَّةُ لليَد (بالإنجليزية:Lumbrical muscles of hand) هي مَجموعة من العَضلات تتواجد في الطَرف العُلوي في الإٍنسان.

## الأنواع
هناك أربع أنواع للعَضَلات الخَراطينِيَّة لليَد كَما هوَ مُوضح في الشَكل، وهي:
1. الأولى (I): أحادية الوَتر.
2. الثانية (II): أحادية الوَتر.
3. الثالثة (III): ثُنائية الوَتر.
4. الرابعة (IV): ثُنائية الوَتر.

## المَنشأ
تَنشأ العَضَلاَتُ الخَراطينِيَّةُ لليَد مِن العَضلة العَميقة التي تُسبب إنثناء الأَصابع.

## المَغرس
تَندرج هذه العَضلات وَتُنغرس في الأَطراف المُمتدة من العَضلة الباسطة (Extensor expansion).

## الأَعصاب
تُزود مَجموعة من الأَعصاب هذه العَضلات بالأوامر وهي مُقسمة كَالتالي :
1. النّوع الأول والثاني : من العَصب المُتوسط (Median nerve).
2. النّوع الثالث والرابع : من الفِرع العميق لِلعَصب الزندي (Deep branch of ulnar nerve).

## العَمل
يُساعد انقباض هذه العَضلات في تكوين وَضع الكِتابة.